# Arbeiterpriester
Arbeiterpriester (französisch prêtres ouvriers) sind katholische Priester, die mit ihrer körperlichen Erwerbstätigkeit in das Kollektiv der Arbeiter eingetreten sind. Mit der Bewegung, die im frühen 20. Jahrhundert aufkam, sollte die bis dahin meist im ländlichen und bürgerlichen Milieu verankerte Kirche einen direkten Zugang zur Arbeiterschaft gewinnen. Arbeiterpriester engagieren sich mit ihren Kollegen für eine gerechtere Welt.

## Anfänge der Bewegung

### Belgien und Frankreich
In Brüssel gründete Joseph Cardijn 1924 die Vereinigung der Christlichen Arbeiterjugend CAJ, die sich in den folgenden Jahren in vielen Ländern mit Industriestandorten ausbreitete. Doch blieben deutliche Differenzen zwischen den Arbeitern und den alteingesessen bürgerlich geprägten Pfarrern bestehen. Um diese Distanz zu überwinden, gab es von kirchlicher Seite verschiedene, voneinander unabhängige Versuche.
1941 gründeten die Dominikaner Jacques Loew und Louis Lebret das Studienzentrum Économie et humanisme. Loew selbst zog im selben Jahr ins Hafenviertel von Marseille. Er wurde Hafenarbeiter, um aus erster Hand die Lebensbedingungen der Arbeiter kennenzulernen, und war damit der erste Arbeiterpriester Frankreichs. Seine Eindrücke beschrieb er im Bericht aus den Docks. Neben vielen anderen spirituellen Büchern schrieb er die Einleitung den Reflexion von Madeleine Delbrêl (1904–64): Wir Nachbarn der Kommunisten. Delbrêl unterstützte die Arbeiterpriester und wünschte ihre Anerkennung vor dem Konzil.
1942 wurde in Lisieux ein Seminar der Mission de France gegründet (Gründungsoberer: Louis Augros), dem noch zwei weitere folgten. Priesteramtskandidaten wurden für die Arbeit in kirchenfernen Gebieten ausgebildet. Sie durchliefen diverse Praktika in Industrie und Landwirtschaft.
1943 veröffentlichten Henri Godin und Yvan Daniel, zwei Kapläne der CAJ, das Buch La France, Pays de Mission?, das die Annäherung zwischen Kirche und Arbeiterschaft in an die Bedürfnisse der Arbeiter angepassten Pfarreien sah. Einer der Befürworter dieser Studie war der Kardinal von Paris, Emmanuel Suhard. Er rief eine anfangs aus 15 Personen (darunter auch zwei weibliche Laien) bestehende Gruppe ins Leben, die Mission de Paris, die sich in Pariser Arbeitervierteln niederließ und versuchte, die Arbeiter zu missionieren.

### Deutschland
Während des Zweiten Weltkrieges waren etwa 600.000 französischen Zwangsarbeiter in der Rüstungsindustrie und anderen Wirtschaftszweigen eingesetzt. Anfragen, unter anderem vom belgischen Kardinal Jozef-Ernest van Roey, Seelsorger für diese Arbeiter nach Deutschland zu schicken, wurden von der deutschen Regierung abschlägig beschieden. Frankreich war im Zweiten Weltkrieg ab 1940 lange geteilt in die Besetzte Zone (zone occupée) und die Freie Zone, das Vichy-Regime (zone libre). Bei der ersten gemeinsamen Sitzung der Bischöfe aus den beiden Zonen am 7./8. April 1943 entschieden sie sich in pastoraler Verantwortung – mit Rückendeckung des Papstes – diesen Zwangsarbeitern nachzugehen und dazu in Deutschland eine Untergrundkirche für sie aufzubauen. Eine erste Priestergruppe reiste am 9. April 1943 mit dem Segen vom Pariser Kardinal Suhard ab. Fünf dieser 25 oder 26 Priestern blieben unentdeckt, die übrigen wurden nach ihrer Enttarnung nach Frankreich zurückgeschickt oder mussten Gefängnisstrafen und Folter ertragen. Sechs Arbeiterpriester kamen im KZ ums Leben.
Von den priesterlichen Fremdarbeitern wurden viele enttarnt und von der Gestapo inhaftiert. Einzelne Priesterarbeiter kamen auch aus den Niederlanden. In dieser Umgebung bemerkten die illegalen Seelsorger, wie stark sich das Arbeitermilieu von ihren eigenen Wurzeln unterschied. Sie schlossen teilweise Freundschaften auch mit Mitgliedern der KPD oder der Résistance.
Einige deutsche Seelsorger leisteten Widerstand, so zum Beispiel der Jesuit Alfred Delp, der im Kreisauer Kreis mitwirkte, da die adventliche Zeit eine entschiedene Umkehr fordere. Aus der Sammlung seiner Schriften ist besonders Im Angesicht des Todes hervorzuheben, geschrieben zwischen Verhaftung und Hinrichtung 1944, mit dem Satz „Der großen Freiheit wird der Mensch nur teilhaft, wenn er seine eigenen Grenzen überschreitet… Die Geburtsstunde der menschlichen Freiheit ist die Stunde der Begegnung mit Gott.“

### Nach Kriegsende in Frankreich und in anderen romanischen Ländern
Bis 1945 förderten oder duldeten die französischen Bischöfe und die Römische Kurie die Ausbreitung der Bewegung der Arbeiterpriester. Erst später wurden in Rom Bedenken laut, aber vorerst wurde das Projekt als Experiment fortgesetzt. In verschiedenen Industriestädten richtete die Mission de Paris neue Standorte ein. Jedoch starb 1949 Kardinal Suhard, der die Bewegung immer sehr wohlwollend unterstützt hatte. Zu diesem Zeitpunkt hatten etwa 100 Priester ihren Hauptwirkungsort ganz in die Fabriken verlegt. Die Angaben zur Zahl der Arbeiterpriester in Frankreich hängen davon ab, ob nur die gezählt werden, die Arbeiter waren (das waren Anfang 1953 rund 60, davon die meisten in Fabriken tätig), oder ob man auch diejenigen hinzuzählt, denen die Bischöfe die Erlaubnis erteilt hatten, Zivilkleidung zu tragen, und die als Angestellte und Wissenschaftler arbeiteten (diese mitgerechnet, waren es Anfang 1953 rund 100 Arbeiterpriester). Viele Arbeiterpriester traten der kommunistischen Gewerkschaft bei, da sie in den christlichen Gewerkschaften keine Repräsentationen der Arbeiter sahen. Sie engagierten sich auch bei Demonstrationen und Streiks, was für Aufsehen sorgte, insbesondere als 1952 zwei Priester bei einer Demonstration verhaftet wurden.
Diese Entwicklung der Annäherung an kommunistische Gedanken und die zunehmende Identifikation mit den Zielen der Arbeiter sowie das Hinterfragen des traditionellen Priesterbildes missfielen den Kirchenoberen und Unternehmungsleitungen. Anstatt die Kluft zwischen Arbeitern und Kirche zu schließen, wie es ursprünglich gedacht war, wurde der Graben immer breiter. Die Arbeiterpriester fanden sich auf der Seite des Proletariats wieder.
Der Druck der Kurie isolierte die Arbeiterpriester zunehmend. Die erste offizielle Maßnahme gegen die Arbeiterpriester war das Verbot von körperlicher Arbeit für alle Priesteramtskandidaten sowohl der Orden als auch des Weltklerus im Herbst 1953. Kurz darauf wurde den Bischöfen und Ordensoberen durch den päpstlichen Nuntius mitgeteilt, dass alle Arbeiterpriester ihre Posten zu verlassen hätten. Das Ultimatum lief am 1. März 1954 aus. Schon zuvor hatten die Jesuiten am 28. Dezember 1953 ihre sieben Arbeiterpriester abgezogen, und die Dominikaner folgten kurz vor Ablauf des Ultimatums. Aus Protest wurde ein Artikel in der französischen Presse veröffentlicht, der von 73 Arbeiterpriestern unterzeichnet worden war.
1959 folgte das theologisch begründete Verbot, da nach Ansicht des Heiligen Offiziums Priester nicht durch Arbeit, sondern durch Verkündung des Evangeliums und die Spendung der Sakramente wirken sollten.
Das Engagement der von Josef Cardijn 1927 in Belgien gegründeten Christlichen Arbeiterjugend lief international weiter. Ihr Dreischritt zur Reflexion der Wirklichkeit „sehen-urteilen-handeln“ hatte sich bewährt und wurde später von der Theologie der Befreiung in Lateinamerika übernommen.

## Neue Anstöße durch das Zweite Vatikanische Konzil
Im Zuge des Konzils wurde die Rolle der Priester soweit überdacht, dass eine Verbindung zwischen Priestertum und körperlicher Arbeit wieder möglich wurde. Arbeiterpriester nutzten die Chance, die das Konzil bot, und schafften es, bei sämtlichen Sitzungsperioden vertreten zu sein, auch wenn sie nicht offiziell als Berater eingebunden waren. Unterstützt von mit ihnen sympathisierenden Konzilstheologen, Beratern und Bischöfen wie Yves Congar OP, der sich schon früher für die Bewegung eingesetzt hatte, erreichten die Arbeiterpriester eine Neubewertung des Priesteramts.

### In Frankreich und anderen romanischen Ländern
Durch die faktische Aufhebung des Verbots der Arbeiterpriester durch das Konzil nahm deren Zahl zu, bis schließlich 1979 nahezu 1000 von ihnen in Fabriken u. ä. arbeiteten. Doch auch außerhalb Frankreichs gingen Priester in die Fabriken, so in Italien, Belgien und Spanien.

### In der Deutschen Demokratischen Republik
In der evangelischen Kirche gründete Horst Symanowski, der auf Erfahrungen im Dritten Reich und auf viele Jahre als Arbeiterpfarrer zurückgriff, 1956 in Mainz das „Seminar für kirchlichen Dienst in der Industrie“, das mit der Wohnwagenarbeit im Oderbruch auch die kirchliche Entwicklung in der DDR beeinflusste. Das Leben der Arbeiterpfarrer in der DDR und ihr Wunsch nach Aufbau von christlichen Gemeinden besonders an den großen Baustellen im Braunkohleabbaugebiet Schwarze Pumpe und in den Städten wird von einigen Zeitzeugen ausführlich dokumentiert in dem Buch Arbeiterpfarrer in der DDR.

### In der Bundesrepublik Deutschland und in der Schweiz
Im Nachkriegsdeutschland suchten viele junge Theologen einen Weg, den christlichen Glauben in einer weiter als ungerecht wahrgenommenen Welt wirksam werden zu lassen. 1953 erschien in Frankfurt/M. der Roman Die Heiligen gehen in die Hölle, Priester werden Arbeiter von Gilbert Cesbron als Taschenbuch auf Deutsch.
1969 eröffneten Dominikaner ein Kloster in einer Bergarbeitersiedlung in Bottrop. Markus Steindl, der unter Tage eine Teilzeitbeschäftigung hatte (1933–1992) und Rufus Keller gehörten dazu.
Im selben Jahr nahm Clemens Alzer (1938–2023) die Arbeit im Walzwerk in Andernach auf; er arbeitete am Fließband in Tag- und Nachtschicht. Ab 1971 wohnte er unter rund 300 Sinti in einem sechs Quadratmeter großen Bauwagen am Koblenzer Bahndamm. Bis 1978 fanden diese Menschen, mit denen er in einer Baracke auch Gottesdienst feierte, durch seine Hilfe und seinen persönlichen Einsatz Wohnungen in menschenwürdigen Häusern. Das Land Rheinland-Pfalz ehrte Alzer 2005 mit der Verdienstmedaille.
1972 nahmen die beiden Nationalkapläne der Christlichen Arbeiterjugend Richard Mayer (1934–2016) und Arnold Willibald nach ihrem Dienst unter jungen Arbeitern selbst eine manuelle Arbeit auf und gründeten zusammen mit zehn weiteren Kollegen 1972 im Oblatenkloster in Mainz die halbjährlich tagende Versammlung der Arbeiterpriester aus Bistümern und Orden. Diese „Arbeiterpriesterkonferenz“ nahm mit einer Delegation an den jährlichen Delegiertentreffen der Arbeiterpriester aus Frankreich, Spanien, Portugal, Belgien, Italien und später auch aus England und manchmal auch aus den USA teil.
1974 bis 2000 arbeitete der Franziskaner Karl Möhring bei Opel in Bochum und lebte in einer Obdachlosensiedlung. Seine Vorstellungen hat er in der Zeitschrift Tauwetter dargelegt.
1975 ging der Jesuit Christian Herwartz zu einer Probezeit in eine Gemeinschaft von Arbeiterpriestern nach Frankreich in Toulouse, Straßburg und Paris, 1977 kam Michael Walzer nach. 1978 gründeten die beiden Jesuiten mit ihrem ungarischen Mitbruder Peter Musto in Berlin eine neue Kommunität. Sie hatten sich entschieden, als normale Arbeiter zu leben und zu arbeiten. Um keine Sonderstellung im Betrieb einzunehmen, stellten sie nicht – ähnlich wie andere Arbeiterpriester auch – mit ihrer kirchlichen Stellung vor. Nach einem halben Jahr zogen die drei nach Berlin-Kreuzberg um. Die kleine Gemeinschaft wuchs schnell. Menschen aus der Nachbarschaft und von weither kamen, nach und nach aus über siebzig Ländern, mit vielen Interessen, Fragen und Verletzungen aus ihren herausfordernden Lebensläufen. Das führte auch zur Konfrontation mit neuen Fragen, die solidarische Lösungen erforderten. Da auch Strafentlassene, Drogenkranke, gesundheitlich Herausfordernde, politisch entschieden Fordernde und Menschen ohne Papiere aufgenommen wurden, gab es auch Polizeikontrollen. Aus dieser Situation heraus entstanden die Exerzitien auf der Straße, die sich seit der Entlassung von Christian Herwartz aus dem Betrieb in Deutschland und darüber hinaus ausbreiteten.
Später weitete sich der deutschsprachige Kreis: Für den zusätzlicher Austausch wurden Regionalgruppen in Deutschland und der Schweiz verabredet. Der Kreis öffnete sich nach und nach für Frauen und Männern mit christlichen Wurzeln, die den Schritt über die Grenzen ihrer – oft eher mittelschichtorientierten – Herkunftsmilieus machten. Dieser solidarische Schritt in die Welt abhängig Beschäftigter wurde oft als ein Schritt der „Menschwerdung“ erlebt, wie ihn Paulus im Philipperbrief (Phil 2,6 ) beschreibt.
Teilgruppierungen der deutschsprachigen Katholische Arbeiterpriester sehen sich heutzutage als Arbeitergeschwister in Gemeinschaft mit evangelischen Arbeiterpfarrern, Ordensleuten und engagierten, manuell arbeitenden Christen. 1988 wechselte der halbjährliche Versammlungsort der Arbeitergeschwister in die Katholische Bildungsstätte St. Gottfried in Ilbenstadt.
Die Arbeitergeschwister solidarisierten sich mit ihren Kolleginnen und Nachbarn, beteiligten sich teilweise an Arbeitskämpfen in den Betrieben und gingen in Solidarität mit ihren Kollegen ins Gefängnis. Viele sind durch die lateinamerikanische Theologie der Befreiung inspiriert. In den meisten Fällen erhalten die Arbeiterpriester kein Geld von der Kirche oder ihrem Orden, sondern verdienen durch ihre körperliche Arbeit ihren Lebensunterhalt. Zu den Arbeitergeschwistern zählen in Deutschland auch Ordensfrauen und Menschen ohne einen kirchlichen Auftrag.

## Nach dem Fall der Mauer
Aktuell leben in Deutschland rund 40 Arbeitergeschwister, und viele arbeiten neben ihrem Beruf in der Flüchtlingshilfe oder der Betreuung von Obdachlosen und Arbeitslosen. Auch die Erfahrungen auf der Straße, im Niedriglohnbereich, der Arbeitslosigkeit und in Rente verbinden miteinander. Von dem seit 2013 amtierenden Papst Franziskus erfahren sie sich bestätigt, wenn er davon spricht, dass die Kirche „an die Ränder gehen“ solle.

### In Europa
Zu den halbjährlichen deutsch-schweizerischen Treffen in Ilbenstadt gehören auch Männer und Frauen aus Österreich, Holland und England. So ist ein lebendiger grenzüberschreitender Austausch gesichert.
Weiterhin finden die regelmäßigen Treffen der Arbeiterpriester in Europa statt, auch wenn der Anteil der aus dem Arbeitsprozess Ausgeschiedenen steigt. Durch die Öffnung des Kreises in Deutschland wachsen auch unter den veränderten Verhältnissen in den Kirchen, der Arbeitswelt und dem sozialen Umfeld immer wieder jüngere Mitglieder nach. Der Fragebereich weitet sich ständig und durch den Austausch untereinander vor Ort, in den Regionen, beim halbjährlichen Gesamttreffen und durch die Verbindungen zu Kollegen in anderen Ländern. Überall werden die Erfahrungen in der Arbeitswelt, im Wohnbereich (Stadtteil) und durch andere Engagements in der Friedensbewegung, im Flüchtlingsbereich eingebracht und Feste gefeiert.

### International
Viele aus dem Kreis lebten eine Zeitlang im Ausland. So lebte Richard Mayer von 1985 bis 1991 in Nicaragua und baute in der Zeit des Embargos eine Werkstatt auf, um Transformatoren zu reparieren. So konnte die Stromversorgung im Land weiter gesichert werden. Arnold Willibald engagierte sich für eine enge Zusammenarbeit mit Bauern aus dem Regenwald in Brasilien. Er organisierte die Unterstützung eines landwirtschaftlichen Projektes. Willibald Jakob lebte in Indien und aktualisiert die Themen in diesem Zusammenhang von dort her immer neu.
Einige Arbeiterpriester schlossen sich in der internationalen Calama-Gruppe zusammen.